# Adrienne Clarke
Adrienne Elizabeth Clarke AC, nacida Petty (6 de enero de 1938 (87 años) es una botánica, y genetista australiana, y profesora emérita de botánica en la Universidad de Melbourne, donde dirigió el Centro de Investigación de Biología de Células Vegetales de 1982-1999. Y, es expresidenta del Commonwealth Scientific & Industrial Organization (CSIRO, de 1991 a 1996), y teniente gobernadora de Victoria, de 1997 a 2000). Clarke ha sido rectora de la Universidad La Trobe desde 2011.

## Biografía
Nació en Melbourne, Clarke informaba que experimentó un cierto sexismo como estudiante brillante en los años 50. Asistió al Ruyton Girls' School. Y, desde 1955, estudió en la Universidad de Melbourne donde fue residente de Janet Clarke Hall (entonces todavía parte del Trinity College) leyendo ciencia. Se graduó con honores en Ciencias Biológicas en 1959, y obtuvo su PhD en 1963. Se casó con Charles Peter Clarke el 14 de agosto de 1959.
En 1964, fue investigadora en el Hospital Dental Unido de Sidney, luego se trasladó a la Baylor Universidad en Houston y a la Universidad de Míchigan, más tarde enseñó en la Universidad de Auckland. Trabajó en la Universidad de Melbourne como investigadora (1969-1977), luego profesora, lectora y conferencista sénior antes de ser nombrada profesora de botánica en 1985; y, profesora laureada en 1999; retirándose de la Universidad en 2005.
Clarke fue presidenta del CSIRO (1991-1996) y teniente gobernadora de Victoria (1997–2000). Es miembro del Janet Clarke Hall en la Universidad de Melbourne. En 2010, se unió al Consejo de La Trobe Universidad, y sucedió a Sylvia Walton como rectora de La Trobe Universidad el 26 de febrero de 2011.
También ha estado involucrada en el sector comercial; fue directora de varias compañías públicas y se desempeñó en varias juntas, entre ellas Western Mining, Alcoa, Fisher y Paykel, Woolworths y la AMP Society. También fue miembro de la Junta Asesora Australiana de Global Nature Conservancy. En 1998, en asociación con tres colegas de la Universidad de Melbourne, fundó el agronegocio Hexima.

## Contribuciones
El trabajo científico de Clarke proporcionó conceptos críticos a la bioquímica y genética de fanerógamas, su reproducción, y su crecimiento. Dirigió estudios sobre aplicaciones industriales para control de generación de plagas de insecto y enfermedades fúngicas de cultivos. Su equipo fue el primero en clonar el gen que regula la autocompatibilidad en plantas y el primero en clonar el ADN "c" de una proteína arabinogalactana.
Describe su pericia como:
- La base molecular de autoincompatibilidad
- Química y biología de una clase de proteoglicanos, proteínas arabinogalactanos
- Inhibidores de proteinasas y su uso en control de desarrollo de insecto[7]

Es autora de cuatro libros científicos importantes que tratan química, biología celular y genética.

## Honores y premios
- Miembro de la Academia australiana de Ciencia (FAA)
- Miembro de la Academia australiana de Ingeniería y Ciencias Tecnológicas (FTSE)[8]
- 1991 Oficial de la Orden de Australia (AO)[9]
- 1992 ANZAAS Medalla Mueller
- 1993 Premio de Logros Sobresalientes, Consejo de Día de Australia Nacional
- 2001 Medalla de Centenario[10]
- 2004 Compañera de la Orden de Australia (AC)[11]
- Asociada extranjera de la Academia Nacional de Ciencias (EE. UU.)
- Miembro extranjera de la Academia americana de Artes y Ciencias (EE. UU.)